# 刁天龍
刁天龍（英語：Christopher Tiao，2001年5月30日—），台灣裔美國男子足球運動員，司職左後衛，現時効力紐約城，2024年開始代表中華台北男子足球代表隊。

## 生平
父親是美國人，母親是台灣人，刁天龍於2024年接受中華民國足球協會邀請，代表中華台北踢國際賽。2024年10月11日國際友誼賽，作客對柬埔寨，第一次代表中華台北上陣，以2比3敗陣。
2024年11月18日國際友誼賽對新加坡，上半場22分鐘把握機會入球，取得個人第一個國際賽入球，協助中華台北贏3比2，終止七連敗。

## 外部連結
- 刁天龍在Soccerway.com（英语）
- 刁天龍在FBref.com（英语）
- 刁天龍在FootballDatabase.eu（英语）